# Gora Badara (berg i Azerbajdzjan)
Gora Badara är ett berg i Azerbajdzjan.   Det ligger i distriktet Xocalı Rayonu, i den centrala delen av landet, 280 km väster om huvudstaden Baku. Toppen på Gora Badara är 1 624 meter över havet, eller 192 meter över den omgivande terrängen. Bredden vid basen är 1,6 km.
Terrängen runt Gora Badara är kuperad åt nordost, men åt sydväst är den bergig. Närmaste större samhälle är Stepanakert, 16,2 km sydost om Gora Badara. 
I omgivningarna runt Gora Badara växer i huvudsak lövfällande lövskog. Runt Gora Badara är det ganska glesbefolkat, med 27 invånare per kvadratkilometer.